# Aleuritopteris pangteyi
Aleuritopteris pangteyi är en kantbräkenväxtart som beskrevs av Fraser-jenk. och E.Wollenw. Aleuritopteris pangteyi ingår i släktet Aleuritopteris och familjen Pteridaceae. Inga underarter finns listade.